# Gustavo Santos Costa
Gustavo Santos Costa (født 25. juni 1996) er en brasiliansk fodboldspiller.